# Липово (Дивинский сельсовет)
Ли́пово (бел. Ліпава) — деревня в Кобринском районе Брестской области Белоруссии. Входит в состав Дивинского сельсовета.
По данным на 1 января 2016 года население составило 17 человек в 16 домохозяйствах.

## География
Деревня расположена в 26 км к юго-востоку от города и станции Кобрин, в 72 км к востоку от Бреста, у автодороги Р127 Кобрин-Дивин.

## История
Населённый пункт известен с 1563 года как урочище Липники в составе села Хабовичи. В разное время население составляло:
- 1999 год: 34 хозяйства, 54 человека;
- 2005 год: 25 хозяйств, 37 человек;
- 2009 год: 27 человек;
- 2016 год[2]: 16 хозяйств, 17 человек;
- 2019 год[1]: 12 человек.